# Lutte culturale
En agriculture, la lutte culturale est une méthode de lutte contre les déprédateurs et maladies des plantes cultivées et contre les mauvaises herbes qui fait appel à des techniques culturales ou des méthodes de culture adaptées.
Ces techniques visent à défavoriser le développement des parasites et des adventices en modifiant leur environnement naturel et en perturbant leur cycle biologique.
Elles peuvent inclure, par exemple, la pratique de rotations culturales adaptées, la modification du pH du sol, le niveau de fertilisation, les techniques d'irrigation, le paillis, l'élimination des résidus de récolte, etc.
La lutte culturale est intéressante dans la mesure où elle n'implique pas de coûts supplémentaires et où elle peut s'intégrer dans les objectifs économiques de l'exploitation. Elle ne peut cependant à elle seule suffire à maîtriser tous les ravageurs.

## Méthodes de lutte culturale

### Travail du sol
Le labour avant l'hiver à une certaine profondeur peut perturber le cycle de vie de certains ravageurs, non seulement par ses effets mécaniques, mais aussi en les exposant à des températures plus froides qui peuvent être mortelles, à la prédation par des oiseaux ou de petits mammifères, ou en les enterrant profondément dans le sol. 
Dans certains cas, cependant, les populations d'insectes auxiliaires, vivant dans les débris végétaux au sol, peuvent aussi souffrir des effets du labour.
La binage mécanique est une technique de désherbage efficace dans les cultures sarclées.  

### Rotation des cultures
La rotation des cultures consiste à faire se succéder différents types de cultures sur la même parcelle. Cette pratique a pour objet d'entretenir la fertilité du sol, mais elle permet aussi de rompre le cycle biologique de divers ennemis des cultures, qu'il s'agisse de ravageurs, d'agents pathogènes, de mauvaises herbes ou de plantes parasites.
Cette méthode connait cependant des limites dues à la capacité de certains bioagresseurs de survivre longtemps dans le sol, parfois plusieurs années (insectes ou larves en diapause, spores de champignons, graines de mauvaises herbes) ou de survivre sur d'autres plantes hôtes (adventices, ou plantes réservoirs dans les parcelles voisines).

### Cultures pièges
Les cultures-pièges consistent à planter à proximité d'une culture, ou intercalées dans celle-ci, des plantes capables d'attirer les ravageurs, généralement des insectes, pour les éloigner de la culture principale et ainsi éviter ou limiter les traitements insecticides.

### Paillis

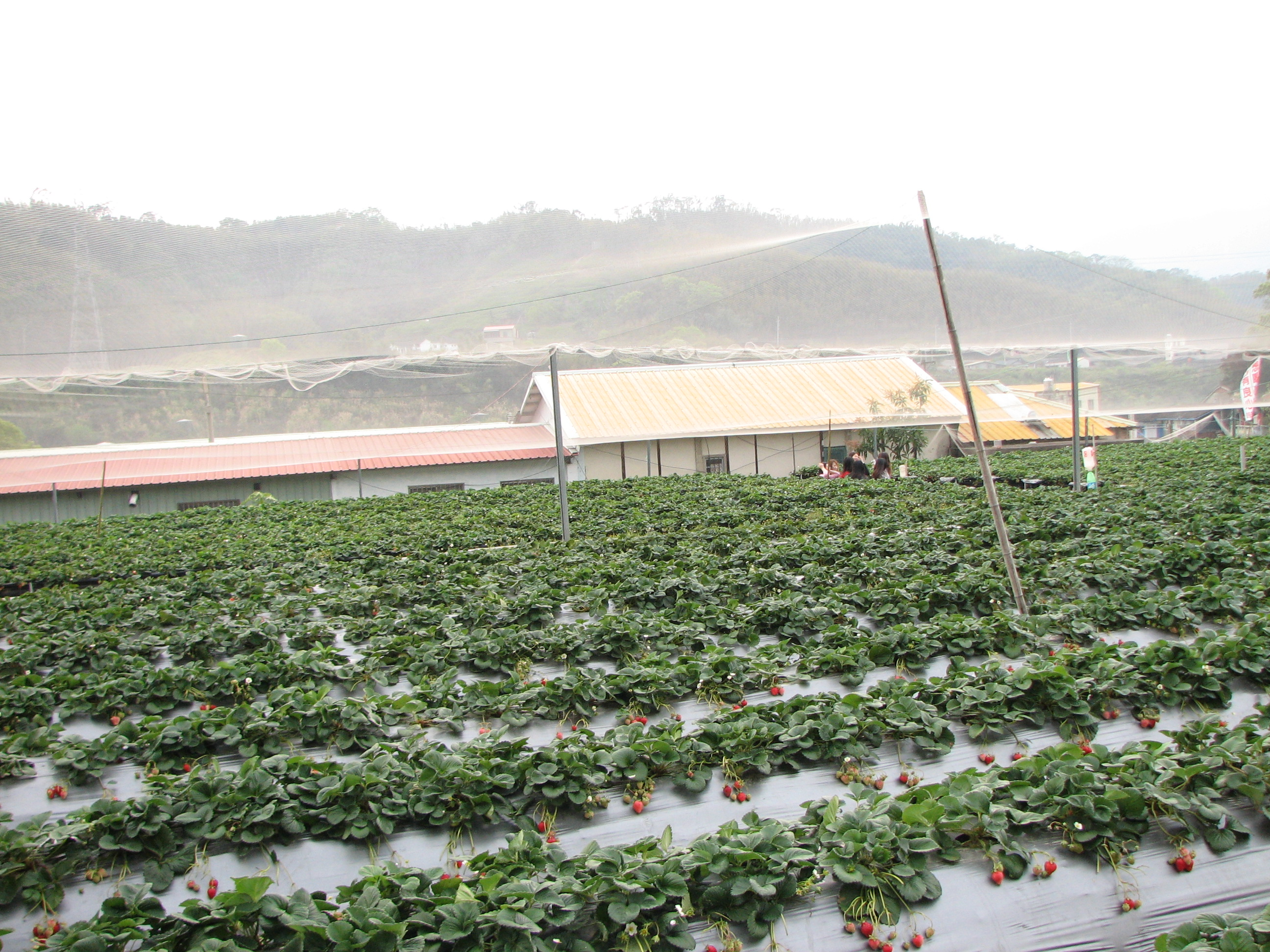
Culture de fraisiers sur film plastique.

Le paillis consiste à recouvrir le sol à l'aide d'un matériau protecteur, naturel (paille, écorces)  ou synthétique (film plastique), qui a pour premier effet de limiter l'évaporation et maintenir l'humidité du sol, mais qui sert aussi à éloigner certains insectes ravageurs et à limiter la croissance des mauvaises herbes.

### Pièges
Les pièges sont utilisés principalement pour capturer des insectes nuisibles aux plantes cultivées, soit pour lutter contre leur prolifération, soit pour surveiller le niveau d'infestation et déclencher le cas échéant des mesures de lutte efficaces.

### Cultures associées
Les cultures associées ou compagnonnage sont une technique utilisée en horticulture. Elle consiste à associer dans une même culture des plantes dites « compagnes » qui repoussent certains ravageurs nuisible à la culture principale.